# 쏨뱅이목
쏨뱅이목 또는 횟대목(Scorpaeniformes)은 조기어류 물고기 목의 하나이다. 농어목과 가까우며 하위분류군 중 몇몇은 농어목으로 분류되기도 한다.

## 하위 분류
- 은대구아목 (Anoplopomatoidei)
  - 은대구과 (Anoplopomatidae)
- 둑중개아목 (Cottoidei)
  - 둑중개상과 (Cottoidea)
    - 아비소코투스과 (Abyssocottidae) - 둑중개과로 분류하기도 함.
    - 날개줄고기과 (Agonidae)
    - 바틸루티크티스과 (Bathylutichthyidae) - 물수배기과로 분류하기도 함.
    - 코메포루스과 (Comephoridae) - 둑중개과로 분류하기도 함.
    - 둑중개과 (Cottidae)
    - 코토코메포루스과 (Cottocomephoridae) - 둑중개과로 분류하기도 함.
    - 에레우니아스과 (Ereuniidae)
    - 삼세기과 (Hemitripteridae)
    - 얼음가시고기과 (Icelidae) - 둑중개과로 분류하기도 함.
    - 물수배기과 (Psychrolutidae)
    - 람포코투스과 (Rhamphocottidae)

  - 도치상과 (Cyclopteroidea)
    - 도치과 (Cyclopteridae)
    - 꼼치과 (Liparidae)
- 죽지성대아목 (Dactylopteroidei)
  - 죽지성대과 (Dactylopteridae)
- 쥐노래미아목 (Hexagrammoidei)
  - 쥐노래미과 (Hexagrammidae)
- 노르마니크티스아목 (Normanichthyiodei)
  - 노르마니크티스과 (Normanichthyidae)
- 양태아목 (Platycephaloidei)
  - 빨간양태과 (Bembridae)
  - 가시양태과 (Hoplichthyidae)
  - 눈양태과 (Parabembridae)
  - 양태과 (Platycephalidae)
- 양볼락아목 (Scorpaenoidei)
  - 벌감펭과 (Apistidae)
  - 풀미역치과 (Aploactinidae)
  - 카라칸투스과 (Caracanthidae)
  - 불미역치과 (Congiopodidae)
  - 에스크메이에르과 (Eschmeyeridae)
  - 그나타나칸투스과 (Gnathanacanthidae)
  - 네오세바스테스과 (Neosebastidae)
  - 파타이쿠스과 (Pataecidae)
  - 황성대과 (Peristediidae)
  - 플렉트로게니움과 (Plectrogenidae)
  - 양볼락과 (Scorpaenidae)
  - 쏨뱅이과 (Sebastidae)
  - 세타르케스과 (Setarchidae)
  - 쑤기미과 (Synanceiidae)
  - 미역치과 (Tetrarogidae)
  - 양성대과 (Triglidae)